# Malcolm Turnbull
Malcolm Bryant Turnbull (ur. 24 października 1954 w Sydney) – australijski prawnik, przedsiębiorca i polityk. W latach 2008–2009 i ponownie od 2015 federalny lider Liberalnej Partii Australii (LPA). W latach 2008–2009 federalny lider opozycji. W latach 2015–2018 premier Australii.

## Życiorys

### Młodość i edukacja
Malcolm Turnbull urodził się w 1954. Jego rodzice rozwiedli się w latach 60. XX w. w następstwie czego Malcolm wychowywał się w Sydney u boku ojca, Bruce’a Turnbulla. Matka, Coral Lansbury, wyjechała do USA, gdzie wykładała literaturę na różnych uniwersytetach. Turnbull ukończył prawo na Uniwersytecie w Sydney. W czasach studiów pracował jako dziennikarz politycznych dla The Nation Review, radia 2SM i telewizji Channel 9. Następnie, od 1978 do 1989 w ramach Stypendium Rhodesa studiował prawo cywilne na Uniwersytecie Oksfordzkim. W czasie pobytu w Wielkiej Brytanii pracował dla kilku gazet, m.in. dla The Sunday Times. W 1980 poznał tam i pojął za żonę Lucy Hughes.

### Kariera zawodowa
Po studiach wraz z żoną wrócił do Australii i został przyjęty do adwokatury, w szeregach której pozostał do 1983. Turnbull rozpoczął także działalność biznesową. W latach 1983–1985 zasiadał we władzach Australian Consolidated Press Holding Group W 1986 założył własną firmę prawniczą Turnbull McWilliam. W głośnym procesie, obronił Petera Wrighta w procesie z rządem brytyjskim. W 1987 powołał do życia firmę inwestycyjną Whitlam Turnbull & Co Ltd. W 1999 przejął giganta telekomunikacyjnego, firmę OzEmail.

### Aktywność w ruchu republikańskim
Malcolm Turnbull był zaangażowany w ruch republikański, dążący do wprowadzenia w Australii republiki. Od 1993 do 2000 był przewodniczącym Australijskiego Ruchu Republikańskiego (Australian Republican Movement). Brał udział w pracach Konwencji Konstytucyjnej, obradującej w 1998 w Canberze, która opracowywała zmiany konstytucyjne. Republikanie ponieśli jednak porażkę po tym, jak w listopadzie 1999 większość obywateli odrzuciło w referendum proponowany model republikański (z prezydentem wybieranym przez parlament). Turnbull był także członkiem Stowarzyszenia Australijskiej Flagi Narodowej (Australian National Flag Assiociation), postulującego konieczność zmiany australijskiej flagi.

### Kariera polityczna

#### Poseł i minister
Malcolm Turnbull po raz pierwszy starał się wziąć udział w wyborach parlamentarnych już w 1981. Przegrał jednak wówczas prawybory wewnątrz Partii Liberalnej w okręgu Wentworth. W 2003 ogłosił swój udział w wyborach do Izby Reprezentantów. Na początku 2004 wygrał prawybory i został kandydatem Liberalnej Partii Australii w okręgu Wentworth na wschodnich przedmieściach Sydney. Po zwycięstwie w wyborach, 9 października 2004 objął mandat deputowanego. 24 stycznia 2006 został mianowany przez premiera Johna Howarda sekretarzem ds. zasobów wodnych, odpowiedzialnym bezpośrednio przed nim. 23 stycznia 2007 Turnbull objął stanowisko ministra środowiska i zasobów wodnych, które zajmował do końca kadencji rządu, 3 grudnia 2007.

#### W opozycji
Po wyborach parlamentarnych 24 listopada 2008, Turnbull ponownie dostał się do parlamentu. Już następnego dnia zadeklarował możliwość ubiegania się o przywództwo Partii Liberalnej po odejściu Johna Howarda. Jednakże 29 listopada 2007 nowym liderem Partii Liberalnej i zarazem liderem opozycji został wybrany Brendan Nelson, pokonując Turnbulla stosunkiem głosów 45 do 42. Turnbull objął funkcję ministra skarbu w gabinecie cieni. Z powodu spadającego poparcia dla Nelsona, zarówno wewnątrz partii, jak i w opinii publicznej, 16 września 2008 Partia Liberalna przeprowadziła wybory nowego lidera. W głosowaniu Malcolm Turnbull pokonał Brendana Nelsona stosunkiem głosów 45 do 41.
W listopadzie 2009 w partii podniósł się bunt przeciw Turnbullowi, co doprowadziło do dymisji części członków jego gabinetu cieni. Powodem spięcia była zgoda lidera opozycji na przyjęcie rządowego projektu ustawy o tzw. Emissions Trading Scheme, która zmusiłaby australijski przemysł ciężki do ograniczenia do roku 2020 emisji gazów cieplarnianych o 25%, w stosunku do poziomu z roku 2000. Aby zażegnać konflikt, 1 grudnia 2009 odbyły się wybory lidera liberałów, w których Turnbull uległ jednym głosem Tony’emu Abbottowi. W 2010 Abbott zaprosił go do swojego gabinetu cieni, gdzie został „cieniem” ministra komunikacji.

#### Premier Australii
We wrześniu 2013 LPA powróciła po sześciu latach przerwy do władzy i utworzyła gabinet Tony’ego Abbotta. Turnbull objął w nim stanowisko ministra komunikacji. We wrześniu 2015 stanął na czele wewnątrzpartyjnego buntu przeciwko tracącemu popularność Abbottowi. Podał się do dymisji z zajmowanego stanowiska i jeszcze tego samego dnia – 14 września 2015 – pokonał Abbotta w nadzwyczajnych wyborach na stanowisko federalnego lidera LPA (wyboru tego dokonują członkowie klubu LPA w parlamencie federalnym). Jako nowy lider największej partii koalicji rządzącej, automatycznie otrzymał nominację na premiera Australii, którym formalnie został 15 września.
W lipcu 2016 Koalicja pod wodzą Turnbulla wygrała federalne wybory parlamentarne, choć jej większość w parlamencie wyniosła po nich zaledwie jeden mandat. Wkrótce później Turnbull utworzył swój drugi gabinet.
W sierpniu 2018 w LPA doszło do kolejnego przesilenia wewnętrznego, wywołanego przez działania konserwatywnego skrzydła partii, które pragnęło zastąpić należącego do bardziej centrowej części polityków LPA Turnbulla własnym kandydatem w osobie ministra spraw wewnętrznych Petera Duttona. 21 sierpnia 2018 doszło do wyborów federalnego lidera partii, w których Turbull pokonał Duttona stosunkiem głosów 48:35. W kolejnych dniach premier systematycznie tracił jednak poparcie kolejnych parlamentarzystów, a nawet członków własnego rządu. W efekcie został zmuszony do zarządzenia kolejnych wyborów lidera, przeprowadzonych 24 sierpnia, w których sam nie wziął udziału. Zwycięskim kandydatem został Scott Morrison, który pokonał Duttona i dotychczasową minister spraw zagranicznych Julie Bishop.

#### Pożegnanie z polityką
27 sierpnia 2018 Turnbull ogłosił, iż zamierza złożyć swój mandat parlamentarny i odejść z aktywnego życia politycznego. Formalnie opuścił Izbę Reprezentantów 31 sierpnia 2018.